# Vermelho reativo 6
Vermelho reativo 6, rubina B, rubine MX-B é o composto orgânico, corante azo-composto, de fórmula C19H9Cl2N6Na3O11S3 e massa  molecular 733,38. Classificado com o número CAS 16038-15-6 e C.I. 17965. É solúvel em água.

## Obtenção
É obtido pela diazotação do ácido 3-amino-4-hidroxibenzenossulfônico
e copulação com o ácido 2-amino-5-hidroxinaftaleno-1,7-dissulfônico, posteriormente condensação com  2,4,6-tricloro-1,3,5-triazina, formando finalmente um complexo de cobre na proporção de 1:1.

## Uso
É utilizado principalmente para o tingimento de tecidos de algodão, fibra de celulose. Podem também ser utilizado para tecido de fibra de celulose, seda, e impressão em lã.
É utilizado para operações de cromatografia por afinidade (bioafinidade), destacadamente análises de proteínas de ligação à penicilina (abreviadas na literatura como PBPs, do inglês penicillin-binding proteins).